# Arlihalli, Sindhnur
Arlihalli là một làng thuộc tehsil Sindhnur, huyện Raichur, bang Karnataka, Ấn Độ.